# Drie-actstructuur
De drie-actstructuur is een model dat wordt gebruikt bij het schrijven en evalueren van verhalen met een scenario in drie delen of acts: setup, confrontatie en ontknoping. 
De drieledige structuur wordt met name in verband gebracht met het paradigma dat Syd Field, de vader van de moderne scenariotheorie, beschreef, een scriptmodel dat aan de basis zou liggen van succesvolle films. In essentie volgt het de klassieke opbouw zoals reeds voorgestaan door Aristoteles in zijn Poetica, waarbij een drama een begin, midden en einde heeft.
Een scenario voor een fictiefilm bestaat uit zo'n 90 tot 120 pagina's, waarbij 1 pagina ongeveer overeenkomt met 1 minuut film. De klassieke indeling van een langspeelfilm is een drie-actstructuur, waarvan de Amerikaanse scenarist Syd Field de bekendste voorstander is: act 1 voor de setup, act 2 'confrontatie' of 'ontwikkeling' draait om het conflict, en act 3 of 'ontknoping' gaat over de oplossing van het conflict. Een van de vernieuwingen die de moderne scenariotheorie naast bestaande narratologische inzichten bracht, zijn de plotpoints. Deze plotpoints zijn belangrijke tijdstippen in de plot waarop gebeurtenissen het verhaal een andere wending geven: één aan het einde van de eerste act (plotpoint 1) en één aan het einde van de tweede act (plotpoint 2). 
Fields model wordt tegenwoordig door critici te rigoureus bevonden. Volgens prof. Cattrysse, schrijver van "Handboek Scenarioschrijven", moeten scenaristen Fields paradigma "niet zien als een dwangbuis of als de enig mogelijke formule. Plotpoints en narratieve wendingen moet je beschouwen als technieken, als middelen die je kunnen helpen om de vertelling op een bewuste manier te ordenen." (Cattrysse, 1995:91)